# Närkontakt av tredje graden
Närkontakt av tredje graden (engelska: Close Encounters of the Third Kind) är en amerikansk film som hade biopremiär i USA den 16 december 1977 (24 februari 1978 i Sverige) i regi av Steven Spielberg.

## Handling
En helt vanlig natt börjar plötsligt ett helt samhälle att läggas i mörker och ovanliga ljusfenomen börjar att uppträda på natthimlen. Från elverket skickas Roy Neary ut för att försöka reparera felen, men på väg till en av nätstationerna kör han vilse. Plötsligt skakar hela bilen fruktansvärt och han bländas av ett oerhört starkt sken. Från denna dag blir Roy fixerad vid en form, som han inte vet vad den innebär, men han vet att han måste söka efter. Spielberg har här manifesterat längtan och sökandet efter någonting mer, någonting annat.

## Rollista (i urval)
- Richard Dreyfuss - Roy Neary
- François Truffaut - Claude Lacombe
- Teri Garr - Ronnie Neary
- Melinda Dillon - Jillian Guiler
- Bob Balaban - David Laughlin
- J. Patrick McNamara - Project Leader
- Warren J. Kemmerling - Wild Bill
- Roberts Blossom - bonde
- Philip Dodds - Jean Claude
- Cary Guffey - Barry Guiler
- Shawn Bishop - Brad Neary
- Adrienne Campbell - Sylvia Neary
- Justin Dreyfuss - Toby Neary
- Lance Henriksen - Robert
- Merrill Connally - Team Leader